# Palazzo Siniscalco-Ceci
Il Palazzo Siniscalco-Ceci è un palazzo di Foggia, costruito nella prima metà dell'800 tra corso Garibaldi e via le Maestre. L'edificio, in ottimo stato di conservazione, è rimasto fedele al suo originario disegno architettonico. 
Il palazzo conserva ancora un soffitto decorato dal pittore foggiano Domenico Caldara nel 1839. Inoltre vi si conserva una pregevole tela raffigurante la Pietà, opera attribuita a Tintoretto o a Massimo Stanzione. Dal 1937 questo palazzo è sede dell'Istituto Monti Uniti di Pietà, la più antica banca foggiana.